# Ґродзисько (Радомщанський повіт)
Ґродзисько (пол. Grodzisko) — село в Польщі, у гміні Житно Радомщанського повіту Лодзинського воєводства.
Населення — 226 осіб (2011).
У 1975-1998 роках село належало до Ченстоховського воєводства.

## Демографія
Демографічна структура станом на 31 березня 2011 року:
|          | Загалом | Допрацездатний вік | Працездатний вік | Постпрацездатний вік |
| -------- | ------- | ------------------ | ---------------- | -------------------- |
| Чоловіки | 128     | 18                 | 88               | 22                   |
| Жінки    | 98      | 15                 | 50               | 33                   |
| Разом    | 226     | 33                 | 138              | 55                   |